# Chelsea Hodges
Hodges Hodges (27 giugno 2001) è una nuotatrice australiana, vincitrice della medaglia d'oro ai Giochi olimpici estivi di Tokyo 2020 nella staffetta 4x100 metri misti.

## Palmarès
| Anno | Manifestazione            | Sede         | Evento              | Risultato | Prestazione | Note |
| ---- | ------------------------- | ------------ | ------------------- | --------- | ----------- | ---- |
| 2018 | Giochi olimpici giovanili | Buenos Aires | 50 m rana           | Argento   | 31"42       |      |
| 2018 | Giochi olimpici giovanili | Buenos Aires | 100 m rana          | 11ª SF    | 1'10"59     |      |
| 2018 | Giochi olimpici giovanili | Buenos Aires | 4x100 m misti       | Argento   | 4'05"46     |      |
| 2018 | Giochi olimpici giovanili | Buenos Aires | 4x100 m misti mista | 9ª SF     | 3'58"41     |      |
| 2021 | Giochi olimpici           | Tokyo        | 100 m rana          | 9ª SF     | 1'06"60     |      |
| 2021 | Giochi olimpici           | Tokyo        | 4x100 m misti       | Oro       | 3'51"60     |      |
| 2022 | Giochi del Commonwealth   | Birmingham   | 50 m rana           | Bronzo    | 30"05       |      |
| 2022 | Giochi del Commonwealth   | Birmingham   | 100 m rana          | Bronzo    | 1'07"05     |      |
| 2022 | Giochi del Commonwealth   | Birmingham   | 4x100 m misti       | Oro       | 3'54"44     |      |
| 2022 | Mondiali in vasca corta   | Melbourne    | 4x50 m misti        | Oro       | 1'42"35     |      |
| 2022 | Mondiali in vasca corta   | Melbourne    | 4x100 m misti       | Argento   | 3'44"92     |      |